# Echinopla subtilis
Echinopla subtilis (лат.) — вид муравьёв рода Echinopla из подсемейства формицины (Formicinae, Camponotini). Встречаются в Юго-Восточной Азии (остров Борнео, Сабах, Малайзия).

## Описание
Среднего размера муравьи чёрного цвета (щупики жёлтые). Длина рабочих от 6,1 до 6,8 мм. Длина головы рабочих от 1,33 до 1,57 мм. Длина скапуса усика от 1,45 до 1,52 мм. Отличается длинными максиллярными щупиками, светлыми волосками (беловато-серыми) и тонкими морщинками на голове и первом тергите брюшка. Покровы плотные. Заднегрудка округлая без проподеальных зубцов, однако петиоль несёт сверху несколько шипиков. Усики у самок и рабочих 12-члениковые (у самцов усики состоят из 13 сегментов). Жвалы рабочих с 5 зубцами. Нижнечелюстные щупики 6-члениковые, нижнегубные щупики состоят из 4 сегментов. Голени средних и задних ног с одной апикальной шпорой. Стебелёк между грудкой и брюшком состоит из одного сегмента (петиоль). Вид был впервые описан в 2015 году австрийскими мирмекологами Herbert Zettel и Alice Laciny (Zoological Department, Natural History Museum, Вена, Австрия) и назван по признаку тонкой скульптуры первого тергита брюшка (лат. subtilis).